# Louis de Bernières
Louis de Bernières (ur. 8 grudnia 1954 w Londynie) – brytyjski pisarz.
Nazwisko odziedziczył po hugenockich przodkach. Dorastał w Surrey. Kształcił się w Bradfield College. W wieku 18 lat wstąpił do wojska, jednak po czterech miesiącach zakończył służbę. Studiował w Victoria University of Manchester oraz Institute of Education Uniwersytetu Londyńskiego. Zanim został zawodowym pisarzem, pracował w różnych zawodach m.in. jako mechanik, nauczyciel angielskiego w Kolumbii oraz gaucho w Argentynie.
W 1993 znalazł się liście 20 najlepszych młodych brytyjskich powieściopisarzy magazynu Granta. Jego czwarta powieść Mandolina Kapitana Corellego otrzymała Commonwealth Writers Prize dla najlepszej książki i była nominowana do tytułu książki roku Sunday Express. Została przetłumaczona na 11 języków i stała się międzynarodowym Bestsellerem. Na jej podstawie powstał film z Nicolasem Cage'em i Penélope Cruz.

## Powieści
- Wojna o czułe miejsca don Emmanuela (1990)
- Senior Vivo i król kokainowy (1991)
- The Troublesome Offspring of Cardinal Guzman (1992)
- Mandolina kapitana Corellego (1994)
- Labels (2001)
- Birds Without Wings (2004)
- A Partisan's Daughter (2008)
- Notwithstanding: Stories from an English Village (2009)
- Pył, co opada ze snów (2015)

## Nowele
- Red Dog (1993)
- A Day out for Mehmet Erbil (1999)
- Sunday Morning at the Centre of the World (play for voices) (2001)